# Gunzelin (Meißen)
Gunzelin von Kuckenburg (* um 965; † nach 1017) war Markgraf von Meißen von 1002 bis 1010.
Er war der Sohn des Markgrafen Günther von Merseburg und Bruder seines Vorgängers Ekkehard I. aus dem Adelsgeschlecht der Ekkehardiner.
Nach dem Tode des Markgrafen Ekkehard I. im Jahr 1002 verlieh König Heinrich II. die Mark Meißen an dessen Bruder Gunzelin. Im Herbst des Jahres 1004 beteiligte sich Gunzelin an der erfolgreichen Belagerung der Burg Budusin (Bautzen), die der polnische König Bolesław I. Chrobry bei seinem Feldzug gegen die Ekkehardiner besetzt hatte. Budusin wäre in Flammen aufgegangen, wenn dies nicht ein Befehl des Markgrafen Gunzelin verhindert hätte, berichtet der Merseburger Bischof Thietmar von Merseburg in seiner Chronik. Er vereinbarte nach Verhandlungen mit Bolesław Chrobry den freien Abzug der polnischen Besatzung, die bei ihrem Rückzug weite Gebiete der Mark verwüsteten.
Gunzelin residierte während der folgenden Jahre in Budusin, vermutlich in der Wallburg an der Lubasschanze nahe der Spree. Er wurde während dieser Zeit von den Meißener Grafen Hermann und Ekkehard, den Söhnen des vormaligen Markgrafen Ekkehard I, angefeindet und unerlaubter Selbsthilfe und des Verkaufs vieler wohl slawisch-christlicher Familien an jüdische Orienthändler bezichtigt, die diese Menschen als Sklaven im Kalifat von Córdoba an arabische Abnehmer verkauften. Auf einem Fürstentage zu Merseburg im Jahr 1009 wurde Gunzelin auf Geheiß des Königs schließlich als Markgraf abgesetzt und dem Gewahrsam des Bischofs Arnulf von Halberstadt übergeben. Er soll die acht Jahre seiner Gefangenschaft in dem Bauerndorf Ströbeck in der Magdeburger Börde verbracht und hier genug Muße gefunden haben, sich seiner Lieblingsbeschäftigung zu widmen, dem Schachspiel, das er nach den alten Regeln den dortigen Dorfbewohnern beibrachte. Einen Beleg dafür gibt es jedoch nicht. Nach anderen Berichten verbrachte Gunzelin einen Teil seiner Haft in Bamberg. Markgraf Gunzelin erhielt erst 1017 seine Freiheit zurück, angeblich nachdem ihm wie durch ein Wunder die Ketten von den Füßen gefallen waren. Seinen Hauptbesitz, den früheren Königshof Frose, erhielt er jedoch nicht mehr zurück. Über seine letzten Lebensjahre liegen keine Informationen vor; möglicherweise verbrachte er sie auf seinem Allodbesitz, der Kuckenburg.